# Adelia brandegeei
Adelia brandegeei är en törelväxtart som beskrevs av Victor W. Steinmann. Adelia brandegeei ingår i släktet Adelia och familjen törelväxter. Inga underarter finns listade i Catalogue of Life.